# Benyacarite
La benyacarite è un minerale appartenente al gruppo della paulkerrite.

## Varietà
La matveevite è una varietà di benyacarite ricca di magnesio ed alluminio considerata fino al 2006 come una specie a sé stante.